# Državna cesta D237
D237 je državna cesta u Hrvatskoj. Ukupna duljina iznosi 11,671 km.

## Naselja
- Zaton Doli